# Azimo
Azimo este un serviciu de remitențe online cu sediul în Amsterdam, Olanda, cu birouri în Cracovia, Polonia.

## Istoric
Azimo a fost fondată în octombrie 2012 la Londra, Regatul Unit. Cofondatorii săi au fost Michael Kent, Marta Krupinska, Ricky Knox și Marek Wawro. CEO-ul Michael Kent a fondat, de asemenea, Small World Financial Services Group în 2005, care este acum un important furnizor european de transfer de bani.
Azimo s-a mutat în Olanda din cauza Brexitului.

## Operațiuni
Azimo oferă transferuri de bani către 190 de țări beneficiare în peste 80 de valute diferite. Compania are o jumătate de milion de clienți conectați la platforma sa și oferă peste 270.000 de locații de preluare de numerar la nivel global.

## Finanțarea
La începutul anului 2016, Azimo a strâns 31 de milioane de dolari în finanțare din seria A și B de la investitori, inclusiv Frog Capital, Greycroft, MCI.TechVentures și Quona Capital. În mai 2016, compania japoneză de comerț electronic Rakuten a investit în Azimo pentru a accelera dezvoltarea companiei în Asia.